# 妄想 (电影)
《妄想》是一部由彭順執導的香港電影，由蔡卓妍、余文樂及梁洛施主演。電影由寰宇電影投資2000萬港元製作，而大多數室內戲主要在泰國進行拍攝。
根據《電影檢查條例》，本片列為青少年及兒童不宜（IIB）。

## 演員
- 蔡卓妍 飾 梁詠娜
- 余文樂 飾 劉成坤 (阿坤) / 偉豪
- 梁洛施 飾 何麗儀 (名儀)
- 區軒瑋 飾 探員

## 劇情
梁詠娜與男友亞坤分手後常胡思亂想，有一天，她出外尋找男友之際，遇上與亞坤極為相似的偉豪。詠娜好友亞儀希望她能從胡思亂想以及憂鬱中走出來，所以亞儀鼓勵她與偉豪發展。雖然 ，兩人關係進展得很快，然而，兩人開始對對方冷淡起來，偉豪變心了？還是詠娜開始妄想，認為他的心變了？不論那一種想法，這段戀情都只有一個令人極為震驚的結局！

## 主題曲
《你不是好情人》（獨唱版）主唱：蔡卓妍

## 獎項
第11屆韓國富川國際幻想電影節
- 最佳女主角（蔡卓妍）

## 外部連結
- 《妄想》在香港雅虎的電影頁面（繁體中文）
- Yahoo奇摩電影上《妄想》的資料（繁體中文）
- 開眼電影網上《妄想》的資料（繁體中文）
- 豆瓣电影上《妄想》的資料 （简体中文）
- 时光网上《妄想》的資料（简体中文）
- AllMovie上《妄想》的资料（英文）
- 爛番茄上《妄想》的資料（英文）
- 香港影庫上《妄想》的資料（繁體中文）
- 互联网电影数据库（IMDb）上《妄想》的资料（英文）